# 尾上菊五郎 (7代目)
七代目 尾上 菊五郎（しちだいめ おのえ きくごろう、1942年10月2日 - ）は、日本の歌舞伎役者。歌舞伎名跡「尾上菊五郎」の当代。屋号は音羽屋。定紋は重ね扇に抱き柏、替紋は四つ輪。日本芸術院会員、重要無形文化財「歌舞伎立役」の各個認定の保持者（人間国宝）。
本名は寺嶋 秀幸（てらじま ひでゆき）。公称身長167cm・体重65kg・AB型。妻は富司純子、長女は寺島しのぶ、長男は八代目尾上菊五郎。

## 来歴・人物
20代の菊之助時代に三之助の一人として人気を博した。またその端整な顔立ちから、NHK大河ドラマ『源義経』（1966/昭和41年）を当時最年少で主演した。静御前に扮した藤純子とはこの共演を縁に、後に結婚した。かつては女形中心だったが、年を増すごとに男っぽさが強くなり、立役中心となった。後述の人間国宝も歌舞伎立役として認定されている。
現代歌舞伎のスターにして、お家芸の世話物を得意とし、特に江戸っ子の小悪党をやらせたら、右に出る者はいないとまでいわれるほどである。「尾上菊五郎劇団」を主宰して江戸歌舞伎の世話物を今日に伝えることをライフワークとしている。
孫の七代目尾上丑之助が立派な歌舞伎役者に成長するよう、丑之助の母方の祖父にあたる二代目中村吉右衛門と共に菊之助に協力して教育に当たっていた。丑之助からは本名の秀幸からとった「ひーま」と呼ばれている。
2024年5月27日、2025年5月の長男・五代目尾上菊之助による八代目尾上菊五郎襲名披露興行実施以降も改名せず『七代目尾上菊五郎』として名跡を全うすると記者会見に於いて発表され、尾上菊五郎2人体制は歌舞伎史上初となる。

## 年譜
- 1942年10月2日 現在の東京都に生まれる。七代目尾上梅幸の長男。本名・寺島秀幸。2歳上の姉と弟がいる。
- 1948年4月 新橋演舞場『助六曲輪菊』の禿で五代目尾上丑之助を襲名して初舞台。森村学園小学校へ入学。
- 1965年5月 歌舞伎座『寿曽我対面』の十郎ほかで四代目尾上菊之助を襲名。六代目市川新之助と初代尾上辰之助と共に「三之助ブーム」を起こした。
- 1966年 大河ドラマ『源義経』で主演。
- 1972年 『弥次喜多隠密道中』で主演（目黒祐樹とダブル主演）。『源義経』で共演した女優・藤純子と結婚。同年、長女・忍誕生。
- 1973年10月 - 11月 歌舞伎座『弁天娘女男白浪』の弁天小僧菊之助、『京鹿子娘道成寺』白拍子花子ほかで七代目尾上菊五郎を襲名[5]。
- 1977年 長男・和康誕生。
- 2000年 日本芸術院会員に。
- 2003年 重要無形文化財保持者に各個認定（人間国宝）。父・七代目尾上梅幸に続いて、親子二代での人間国宝認定。
- 2016年3月 体調不良のため『中村芝雀改め五代目中村雀右衛門襲名披露　三月大歌舞伎』を初日の3日から休演[6]。12日に舞台復帰[7]。

## 受賞・栄典
- 1985年 芸術選奨文部大臣賞
- 1987年 日本芸術院賞[8]
- 1990年 第11回松尾芸能賞大賞
- 2001年 第9回読売演劇大賞優秀男優賞
- 2009年 第50回毎日芸術賞
- 2015年 文化功労者[9]
- 2016年 第67回NHK放送文化賞[10]
- 2021年 文化勲章[1]

## 職歴
- 1971年 社団法人日本俳優協会幹事
- 1977年 社団法人日本俳優協会評議員
- 1985年 社団法人日本俳優協会理事
- 1997年 社団法人日本俳優協会常任理事
- 1999年 社団法人伝統歌舞伎保存会財務理事
- 2003年 社団法人日本俳優協会専務理事
- 2009年 社団法人伝統歌舞伎保存会専務理事
- 2012年 公益社団法人日本俳優協会理事長（現職）
- 2019年 一般社団法人伝統歌舞伎保存会会長[11]（現職）

## 主な出演作

### 歌舞伎
- 『青砥稿花紅彩画』 - 弁天小僧菊之助役
- 『京鹿子娘道成寺』 - 白拍子花子役
- 『魚屋宗五郎』 -  宗五郎役
- 『梅雨小袖昔八丈』 -  髪結新三役
- 『神明恵和合取組』 -  め組辰五郎役
- 『三人吉三巴白浪』 -  お嬢吉三役
- 『義経千本桜』 - 忠信、狐忠信、いがみの権太役
- 『仮名手本忠臣蔵』 -  判官、早野勘平役
- 『身替座禅』 -  山蔭右京役

### テレビドラマ
- 大河ドラマ（NHK総合）
  - 『源義経』（1966年） - 源義経 役（主演）
  - 『樅ノ木は残った』（1970年） - 伊達綱宗 役
  - 『獅子の時代』（1980年） - 高松凌雲 役
  - 『琉球の風』（1993年） - 尚永王 役[注 1]
- 『桃太郎侍』（1967年、日本テレビ系） - 桃太郎侍 役（主演）
- 『大忠臣蔵』（1971年、NET系） - 浅野内匠頭 役
- 『弥次喜多隠密道中』（1971年、日本テレビ系） - 弥次郎 役（共同主演）
  - 第5話「富士川騒動（原）」（1971年） - 松平頼方 役（二役）
- 『半七捕物帳』（1979年、テレビ朝日系） - 半七 役（主演）
- 『悪党狩り』 （1980年 - 1981年、12ch / 松竹 / 藤映像コーポレーション） - 神谷玄次郎 役 （主演）
- 『ねずみ小僧次郎吉 勢揃い菊五郎劇団!! 世直し義賊大奥秘話』（1992年、TBS系） - ねずみ小僧次郎吉 役 （主演）

### CM
- わかもと製薬『強力わかもと』　妻・純子、長女・しのぶと出演。
- ライオン『ホワイトアンドホワイト（歯磨き）』　一家全員で出演。

### 映画
- 『佐々木小次郎』（1967年4月1日、東宝） - 佐々木小次郎 役（主演）
- 『わが心の歌舞伎座』（2011年1月15日、松竹）

### その他
- 第24回NHK紅白歌合戦（1973年12月31日、NHK総合・ラジオ第1） - 審査員
- 100年インタビュー「尾上菊五郎」（2024年3月12日、NHK BS）[12]

## 関連書籍
- 『艶やかに　尾上菊五郎聞き書き』 小玉祥子（毎日新聞出版、2023年10月） ISBN 978-4620327921

## 尾上菊五郎劇団
1949年7月に六世尾上菊五郎が死去したのち、菊五郎を座長として公演していた歌舞伎役者が尾上菊五郎劇団の名前での公演を開始した。2015年現在、七代目尾上菊五郎が主宰している。最近では2015年1月に国立劇場で『通し狂言 南総里見八犬伝』を上演した。